# HD41089
HD41089 — хімічно пекулярна зоря спектрального класу B9, що має видиму зоряну величину в смузі V приблизно  6,6.
Вона  розташована на відстані близько 1152,5 світлових років від Сонця.

## Фізичні характеристики
Телескоп Гіппаркос зареєстрував фотометричну змінність  даної зорі з періодом    1,38 доби в межах від  Hmin= 6,54 до  Hmax= 6,50.

## Пекулярний хімічний вміст
Зоряна атмосфера HD41089 має підвищений вміст 
Cr
.